# 桜庭亮平 朝刊フジ
桜庭亮平 朝刊フジ（さくらばりょうへい ちょうかんフジ）は、ニッポン放送で2002年3月25日から2004年8月27日まで月曜日から金曜日の早朝に放送していた情報バラエティラジオ番組。企画段階での番組名は、『実感！桜庭タイムス』であった。

## 概要
2002年3月25日の番組スタート時は4:30 - 6:00の放送で、当時は桜庭と廣田みゆきのコンビによる放送だった。また、4:30 - 5:00までの時間帯は全国8局（下記のネット局節を参照）のラジオ局にも放送していた。この4時台にニッポン放送ニュースが流していたが、ネット局でも差し替えられることはなくそのまま放送していた。
2003年9月29日から放送時間を30分短縮した際に桜庭のみでの放送に変更した。2004年8月27日に桜庭の体調不良のため終了した。8月30日より桜庭の先輩の塚越孝がパーソナリティをつとめる『塚越孝 朝刊フジ』がスタートした。
番組タイトルは桜庭がその前の1年間、充電期間中に夕刊フジ編集部に記者として出向していたことに因んでいる。

## 出演者
- 桜庭亮平（当時ニッポン放送アナウンサー）
- 廣田みゆき（アシスタント、2002年3月25日 - 2003年9月26日）
- 増田明美（金曜レギュラー、2002年3月29日 - 2002年10月4日）

## 放送時間
- 2002年3月25日 - 2003年9月26日：4:30 - 6:00
- 2003年9月29日 - 2004年8月27日：5:00 - 6:00

## ネット局
- ニッポン放送（キー局）

下記の放送局は火曜から金曜の4:30 - 5:00の放送
- STVラジオ
- 茨城放送
- 栃木放送
- KBS京都
- 西日本放送
- 高知放送
- 南海放送
- 九州朝日放送